# Воден варан
Водният варан (Varanus salvator) е вид голям гущер, който естествено обитава Южна Азия. Това е един от най-разпространените видове варани населяващ Азия и е разпространен из Шри Ланка, Индия, Индокитай, Малайския полуостров и много от индонезийските острови.

## Физическо описание
Водният варан е сред големите представители на род Варани.
Мъжките достигат полова зрялост когато са относително малки на дължина (около 40 cm) и тегло (около 1 kg), а женските — когато достигнат около 50 cm дължина. Въпреки това, през целия си живот продължават да растат, като мъжките стават по-големи от женските. Повечето възрастни екземпляри не надвишават 1,5 - 2 m на дължина, максималната регистрирана дължина е 321 cm на екземпляр от остров Цейлон. Обичайното тегло за зрял воден варан може да достигне 19,5 kg. Максималното регистрирано тегло е над 50 kg. Водните варани са вторият по тежест гущер в света след комодския варан. Тялото им е мускулесто с дълга, мощна и странично сплескана опашка.

## Подвидове
- Азиатски воден варан, Varanus salvator salvator, номиналният подвид днес е ограничен до Шри Ланка.
- Воден варан от Андаманските острови, Varanus salvator andamanensis.
- Двуивичест воден варан, Varanus salvator bivittatus: Ява, Бали, Ломбок, Сумбава, Флорес, Омбай, Ветар, и някои от съседните острови, Индонезия; типично местообитание: Ява (описано от Роберт Мертенс, 1959).
- Черен воден варан, Varanus salvator komaini: Тайланд; типично местообитание: Тайланд, Тайландско-Малайзииската граница. Някога смятан за различен подвид, днес смятан за синоним на V. s. macromaculatus.[7]
- Южноазиатски воден варан, Varanus salvator macromaculatus: типично местообитание: Тайланд, континентална югоизточна Азия, Сингапур, Суматра, Борнео и околните малки крайбрежни острови.[7]
- Циглеров воден варан, Varanus salvator ziegleri: остров Оби.
- Жълтоглавият воден варан (Varanus cumingi), Varanus marmoratus и Varanus nuchalis до 2007 година са класифицирани като подвидове, но биват издигнати на нивото на отделни видове.[7][8]

## Поведение и хранене
Водните варани могат да се отбраняват, използвайки за бой опашката, ноктите и челюстите си. Те са отлични плувци, като използват разположена на опашката перка, за да порят водите. Водните варани са хищници и се хранят с разнообразна плячка: риби, жаби, гризачи, птици, омари и змии. Известни са случаи, при които водни варани изяждат костенурки, крокодилски яйца и млади крокодилчета. Също като комодския варан, и водните варани често се препитават с мърша. Наблюдавани са да ядат морска котка по начин, сходен с хищните бозайници: като откъсват парчета место с острите си зъби, докато придържат с предни крака жертвата, после разкъсват рибата на парчета за последваща консумация.

## Природозащитен статут
В Хонг-Конг видът е обявен за защитен по силата на Постановление 170 за защита на дивите животни. В Малайзия видът е едно от най-разпространение диви животни с популация сравнима само с тази на макаците. Въпреки че много екземпляри биват избивани от хората на пътя или в резултат на жестокост, популацията процъфтява в много щати на Малайзия, особено в щатите по източния бряг като Паханг и Теренггану. В Тайланд всички видове варани са защитен вид.

## Галерия
- Близък план на главата
- Раздвоеният език отблизо
- Варан почиващ си на клон в Банкок, Тайланд
- Новоизлюпено водно варанче